# Pedigrí
El pedigrí (anglès pedigree) és la genealogia d'un animal de pura raça.
L'estudi del pedigrí és un concepte utilitzat des dels temps remots com mètode de puresa de raça en la criança de certes espècies domèstiques. No obstant això, el terme podria aplicar-se a qualsevol organisme la genealogia del qual pogués ser estudiada, encara que aquest no sigui el cas comú del vocable.